# Kennedy Space Center Visitor Complex
Kennedy Space Center Visitor Complex er publikumsdelen af NASAs Kennedy Space Center i Florida, USA.
Besøgscentret har en permanent udstilling med beskrivelser og rariteter fra rumfartens historie, lige fra den spæde start og frem til nutiden. Besøgscentret rummer to IMAX-biografer og arrangerer busture ind på det store område med adgang helt fremme ved affyringsramperne. 
Centret har en 1:1 kopi af rumfærgen, kaldet Explorer, foruden en lang række af andre rumfartøjer, månebiler, landingsmoduler osv.

## Historie
Komplekset tog sin begyndelse tilbage i 1960'erne i form af en lille trailer med en plancheudstilling i. Der var allerede fra starten stor publikumsinteresse for udstillingen, og i 1965 besluttede ledelsen af Kennedy Space Center at afsætte 2 millioner $ til en permanent udstillings- og formidlingsbygning. Spaceport USA, som det hed dengang, havde allerede i 1967 500.000 besøgende og kun to år senere var antallet fordoblet. Selv i årene, hvor det bemandede rumprogram lå mere eller mindre i dvale, fastholdt man det store antal gæster.
Ved åbningen af det nærliggende Disney World i Orlando i 1971 steg besøgstallet 30%, men publikum gav højlydt udtryk for utilfredshed med besøgscentrets faciliteter[kilde mangler]. Dette gav anledning til udbygningen til det kæmpestore center, der eksisterer i dag.